# James Guthrie
James Guthrie (Nelson megye, 1792. december 5. – Louisville, 1869. március 13.) az Amerikai Egyesült Államok szenátora (Kentucky, 1865–1868).